# Herman Hollerith

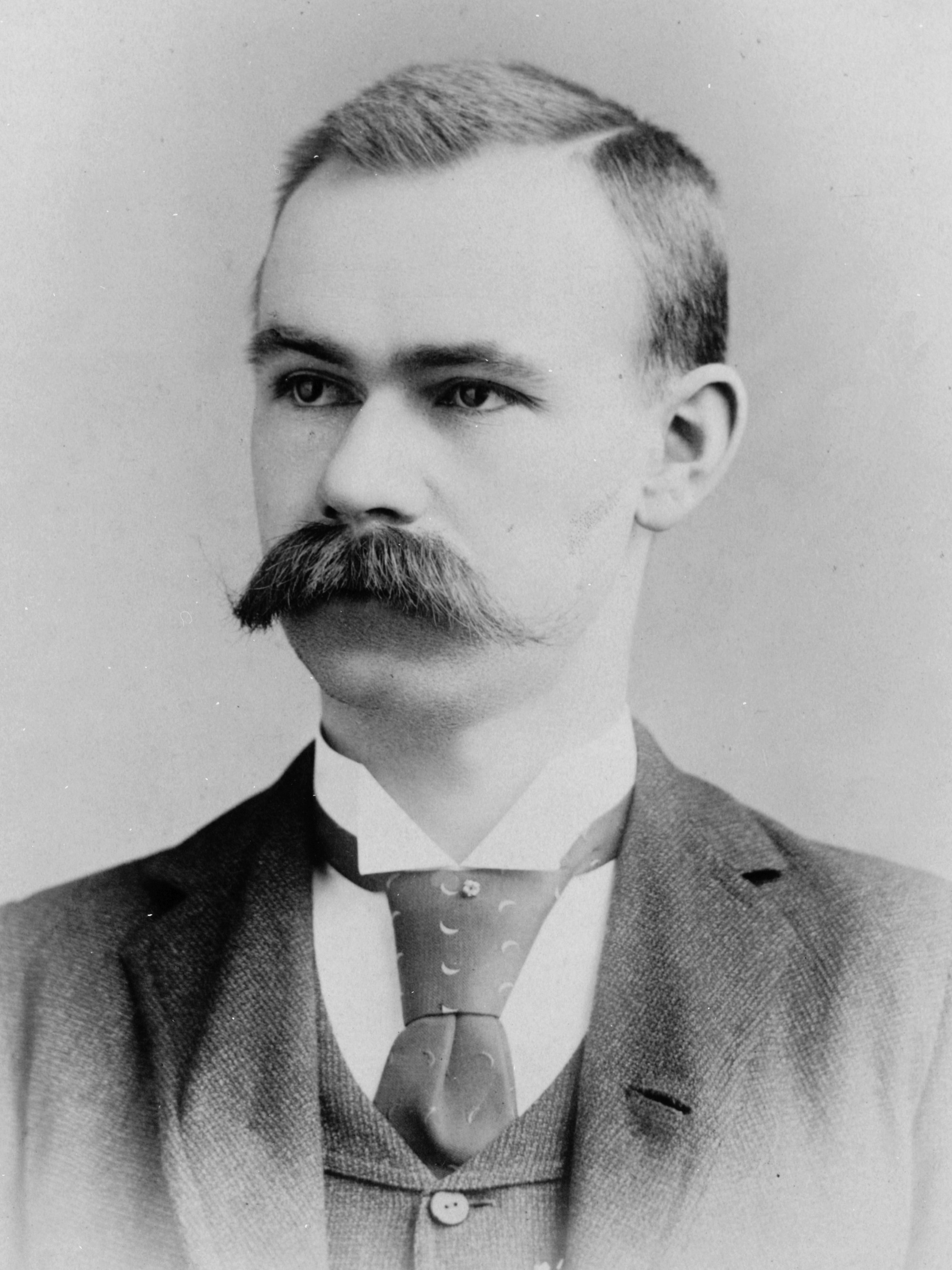
Herman Hollerith (ca. 1888)

Herman Hollerith (* 29. Februar 1860 in Buffalo, New York; † 17. November 1929 in Washington, D.C.) war ein US-amerikanischer Unternehmer und Ingenieur. Er war Erfinder des nach ihm benannten Hollerith-Lochkartenverfahrens in der Datenverarbeitung.

## Kindheit und Werdegang
Hollerith wurde als Kind deutscher Einwanderer in Buffalo im US-Bundesstaat New York geboren. Seine Eltern stammten aus Großfischlingen bei Landau in der Pfalz; sie waren nach dem Pfälzer Aufstand mit ihren zwei Töchtern in die USA ausgewandert. Vater Johann Georg Hollerith (* am 18. September 1808 in Großfischlingen) hatte bis 1848 am Gymnasium Speyer alte Sprachen unterrichtet.
Herman besuchte das New Yorker City College. Das Studium der Ingenieurwissenschaften an der Columbia University schloss er 1879 als Bergwerksingenieur ab. Danach wirkte er als special agent bei der amerikanischen Volkszählung von 1880 mit, für die er einen statistischen Bericht über Art und regionale Verteilung der Energiequellen der Schwerindustrie erstellte. 1882 lehrte er am Massachusetts Institute of Technology; 1883 wechselte er ins US-Patentamt.

### Lochkartenpatente

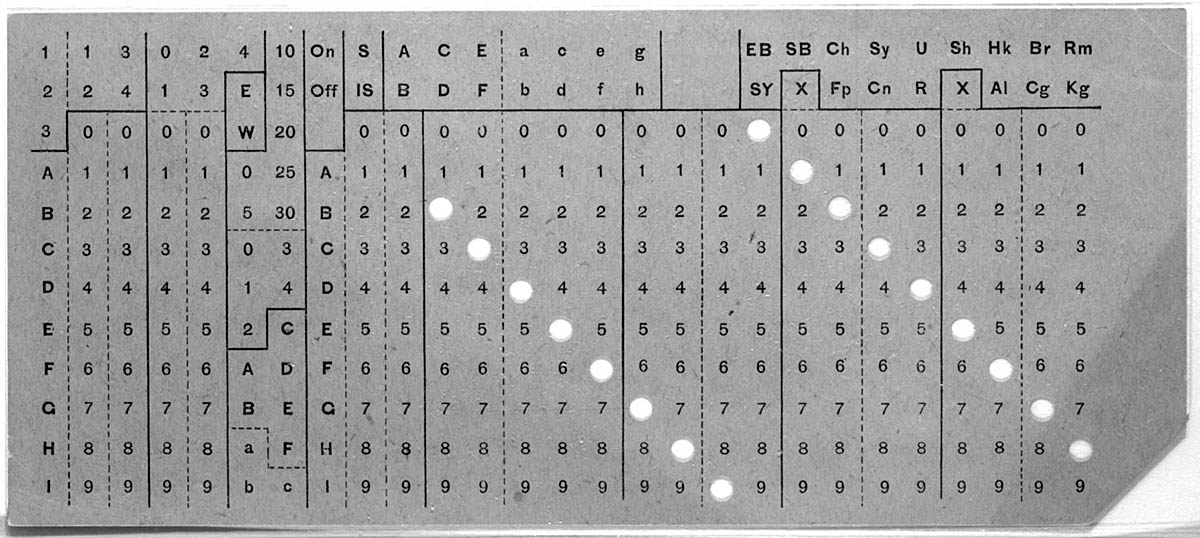
Hollerith-Lochkarte aus dem Jahre 1895

1884 war er freiberuflich tätig und reichte am 23. September dieses Jahres seine erste Erfindung zur Datenspeicherung ein, die nach einigen Umarbeitungen zu den Lochkarten-Patenten 395781 und 395782 von 1889 führte. Hierbei griff er auf die Konstruktionsideen des französischen Mechanikers Falcon zurück, der seinen Webstuhl mittels eines Holzbrettchens mit Lochkombinationen steuerte, und die Weiterentwicklung dieses Verfahrens durch Joseph-Marie Jacquard, der das Holzbrettchen durch Lochkarten aus Pappschablonen ersetzte. Hollerith nutzte das ursprüngliche Verfahren zur Steuerung von Maschinen mittels gelochter Karten zur Lösung und Auswertung von organisatorischen Problemstellungen.
Eine damalige Vorgehensweise der Eisenbahnschaffner brachte ihn auf die Idee des Lochkarteneinsatzes zur Massendatenerfassung: Sie lochten die Fahrkarten an bestimmten Stellen, um bestimmte Merkmale eines Passagiers, wie Geschlecht, Alter und Hautfarbe, festzuhalten. So wurde die mehrfache Benutzung des Tickets durch verschiedene Personen erschwert. Er entwickelte ein System zur Erfassung von Daten auf Lochkarten. Dieses bestand aus der Tabelliermaschine, dem Lochkartensortierer, dem Lochkartenlocher und dem Lochkartenleser. Am 9. Dezember 1888 installierte er die Erfindung im US-Kriegsministerium. Ihr erster Einsatz war, die Massenerfassung medizinischer Daten – nicht wie oft kolportiert die Berechnung des US-Zensus – zu vereinfachen. Am 9. Januar 1889 meldete er sein System zum Patent an.

### Ehrungen
- Mehrere Straßen, zum Beispiel in Baesweiler, Bremen, Erfurt, Eschweiler,  Großfischlingen, Mannheim und München, wurden nach ihm benannt.
- Das Herman Hollerith Zentrum der Hochschule Reutlingen in Böblingen trägt seinen Namen.[5]

## Maschine

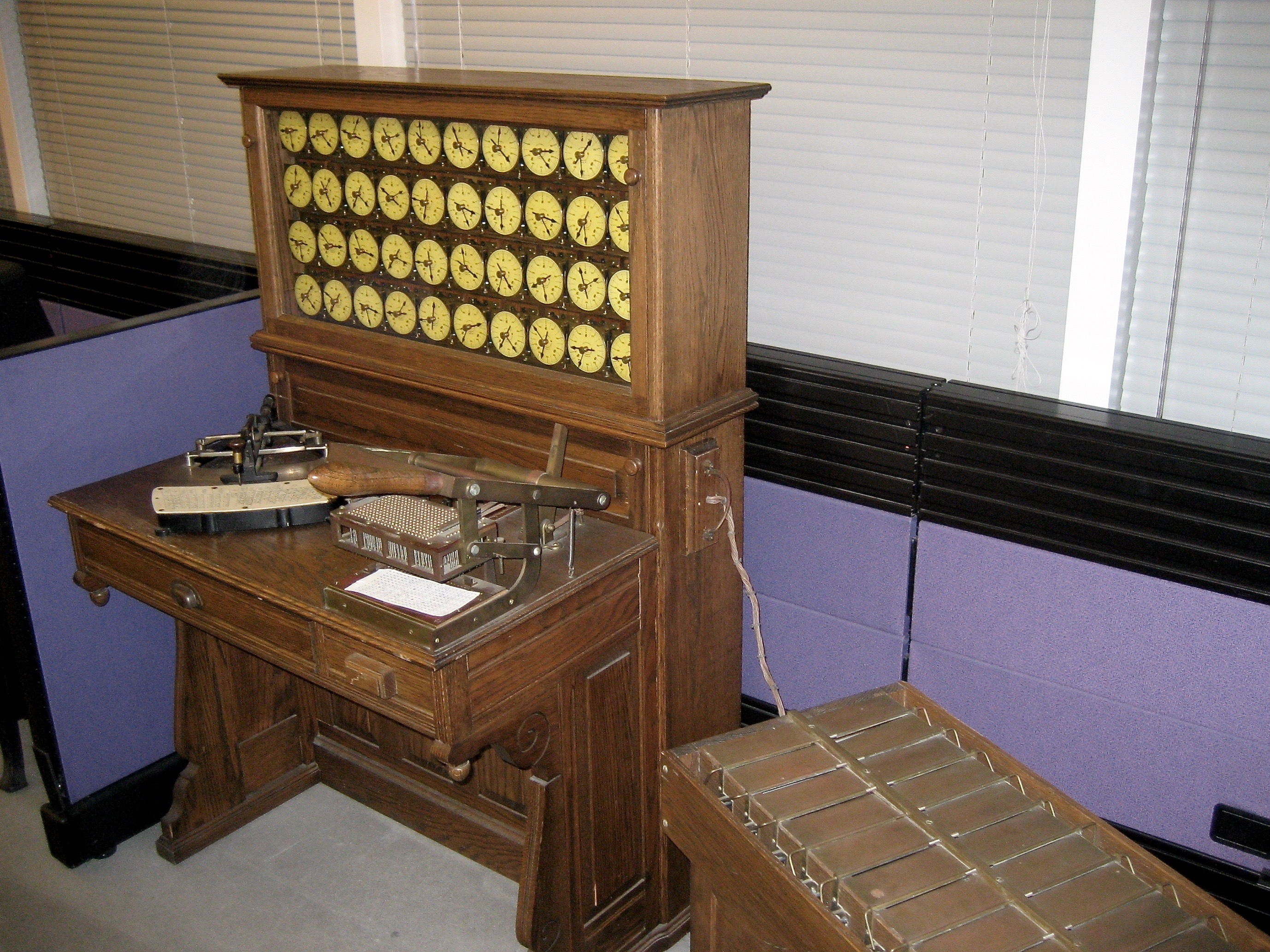
Maschinen nach Herman Hollerith 1890. Auf dem Tisch rechts ein Lochkartenleser, gekoppelt mit senkrecht montierten runden Zählwerken (die frühe Tabelliermaschine), neben dem Tisch rechts die damit verbundenen Kästen des Lochkartensortierers, auf dem Tisch links der Pantographlocher als Lochkartenlocher.

Das System (auch Hollerithmaschine genannt) entwickelte er in den späten 1880er-Jahren gemeinsam mit dem Arzt John Shaw Billings ursprünglich zur statistischen Erfassung von Krankheitsfällen in der Bevölkerung, um deren Wehrzustand zu ermitteln. Hollerith gelang es nachfolgend, das Zensusbüro von der Verwendung seiner Maschine bei der amerikanischen Volkszählung 1890 zu überzeugen. Es trug zu einer enormen Beschleunigung der Auszählung bei. Die Auswertung des Datenmaterials gelang in nur zwei Jahren mit 43 Maschinen und 500 Angestellten als Bedienungspersonal; zuvor hätte dieselbe Anzahl an Mitarbeitern volle sieben Jahre gebraucht. Hollerith verkaufte seine Maschinen nicht, er vermietete sie an die Volkszählungsbehörde. Sein erster größerer Auftrag außerhalb der Vereinigten Staaten kam aus Russland, wo erstmals eine Volkszählung durchgeführt wurde.

## Firmen

### Tabulating Machine Company
Nach weiteren Verbesserungen des Systems gründete er schließlich 1896 die Tabulating Machine Company, um seine Erfindung kommerziell zu verwerten. Allerdings verlor er 1905 wegen überzogener Preise seinen besten Kunden, das US-amerikanische Census Bureau, das bis heute alle zehn Jahre Volkszählungen durchführt. Er verklagte das Volkszählungsbüro 1910 wegen angeblicher Patentverletzung und versuchte so, die anstehende Volkszählung zu verhindern – beides vergeblich. 1911 verkaufte Hollerith schließlich seine Gesellschaft für rund 1,21 Millionen Dollar sowie einen über zehn Jahre laufenden Beratervertrag, der mit 20.000 Dollar jährlich dotiert war.

### Computing Tabulating Recording Corporation
Tabulating Machine Company fusionierte mit der Computing Scale Corporation und der International Time Recording Company zur Computing Tabulating Recording Corporation (CTR).

### IBM
1924 wurde CTR schließlich in International Business Machines Corporation (IBM) umbenannt.

## Hollerith-Maschinen in Deutschland
Deutscher Lizenznehmer war ab 1910 die Deutsche Hollerith-Maschinen Gesellschaft DEHOMAG in Berlin.

## Sonstiges
Die Hollerith-Konstante in der Programmiersprache FORTRAN wurde nach Herman Hollerith benannt.